# Charles Gordon Fullerton
Charles Gordon Fullerton (* 11. Oktober 1936 in Rochester, New York; † 21. August 2013 in Lancaster, Kalifornien) war ein US-amerikanischer Astronaut.
Fullerton besuchte die U. S. Grant High School in Portland, Oregon. 1957 erhielt er einen Bachelor und 1958 einen Master in Maschinenbau vom California Institute of Technology. Im Juli 1958 trat Fullerton in die United States Air Force ein, nachdem er als Konstrukteur für Hughes Aircraft in Culver City (Kalifornien) gearbeitet hatte. Nach seiner Pilotenausbildung flog er die F-86, später war er als Pilot eines B-47-Bombers auf der Davis-Monthan Air Force Base in Arizona stationiert. 1964 wurde er auf der Edwards Air Force Base zum Testpiloten ausgebildet und anschließend arbeitete er als solcher auf der Wright-Patterson Air Force Base in Ohio.
Im Jahr 2009 erlitt Fullerton einen schweren Schlaganfall und wurde in einer Einrichtung in Lancaster, Kalifornien, betreut. Dort verstarb er am 21. August 2013 im Alter von 76 Jahren aufgrund von Komplikationen.

## Astronautentätigkeit
Fullerton bewarb sich sowohl bei der NASA als auch bei der Air Force als Astronaut und wurde am 30. Juni 1966 von der Air Force für das Manned-Orbiting-Laboratory-Programm (MOL) ausgewählt. Er war als Besatzung der militärischen Raumstation vorgesehen, bis das Programm im Jahr 1969 gestoppt wurde, und er von der NASA übernommen wurde.

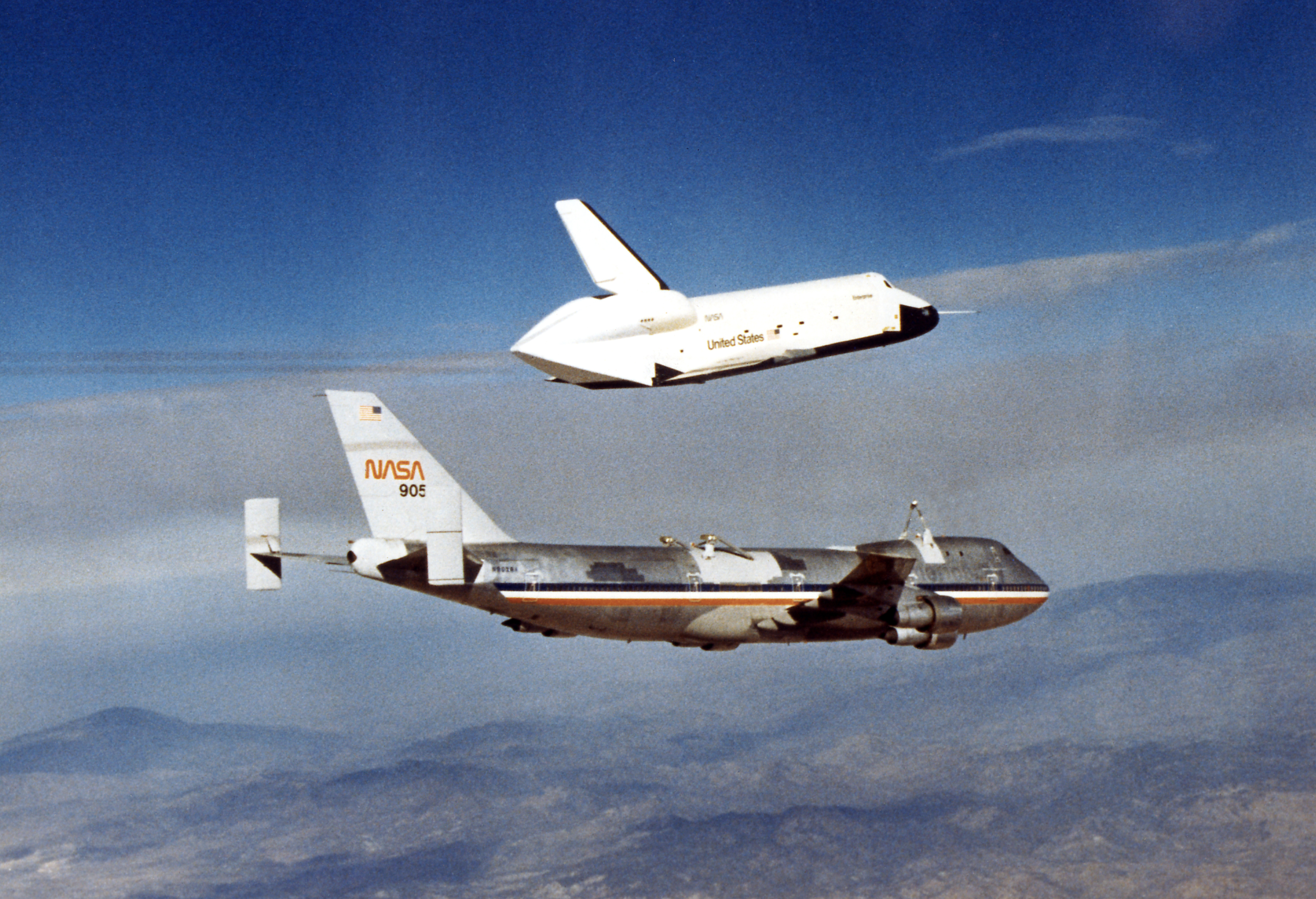
Shuttle-Test mit der Enterprise

Fullerton wurde Mitglied der Unterstützungsmannschaften für die Mondmissionen Apollo 14, 15, 16 und 17. Nach dem Ende des Mondprogramms 1972 wechselte Fullerton zum Space-Shuttle-Programm und arbeitete am Cockpit-Design. 1977 wurde Fullerton Testpilot für den Space-Shuttle-Prototyp Enterprise und führte dabei zusammen mit Fred Haise Anflug- und Landetests durch.
Am 22. März 1982 startete Fullerton als Pilot der Raumfähre Columbia unter dem Kommando von Jack Lousma zu seiner ersten Mission ins All. Bei der achttägigen STS-3-Mission wurde die Columbia auf ihrem dritten Testflug auf ihre thermale Widerstandsfähigkeit hin geprüft. Außerdem wurde der Roboterarm des Shuttles getestet. Die Landung erfolgte am 30. März 1982 zum ersten und einzigen Mal in White Sands in New Mexico.
Am 29. Juli 1985 startete Fullerton als Kommandant der Raumfähre Challenger zur Spacelab-2-Mission (STS-51-F) in den Weltraum. Es war der erste Flug des europäischen Raumlabors ohne Druckmodul – die Experimente (in der Hauptsache in den Disziplinen Astronomie und Astrophysik) waren auf drei Paletten im Laderaum der Challenger installiert. Die Besatzung arbeitete im Zwei-Schicht-Betrieb, um eine möglichst hohe Ausnutzung der Experimente zu erzielen.
Nach seinen Raumflügen war Fullerton noch Forschungspilot am Dryden Flight Research Center der NASA und auf der Edwards Air Force Base. Danach war er Projekt-Pilot für das Propulsion Controlled Aircraft Programm und war an Starts der Pegasus-Rakete beteiligt. Fullerton verließ die NASA am 31. Dezember 2007 und ging in den Ruhestand.
Der am 9. Januar 2014 gestartete Cygnus Orb-1 Raumtransporter wurde nach ihm benannt.

## Privates
Aus seiner Ehe gingen zwei Kinder hervor.